# Луций (нефтегазоконденсатное месторождение)
Луций (англ. Lucius) — нефтегазоконденсатное месторождение в США. Расположено в акватории Мексиканского залива, примерно в 480 км от побережья штата Луизиана. Открыто в декабре 2009 года. Глубина моря в районе 2165 метров.
Нефтегазоносность связана с отложениями плиоценового и миоценового возраста. Общая продуктивная толща — 245. Извлекаемые запасы нефти оценивается 30 млн тонн и около 28 млрд  м³ газа.
Оператором месторождение является нефтяная компания Anadarko Petroleum (50 %). Другие партнеры — Plains Exploration & Production Co. (33,33 %) и Mariner Energy (16,67 %).